# Seimatosporiopsis salvadorae
Seimatosporiopsis salvadorae är en svampart som beskrevs av B. Sutton, Ghaffer & Abbas 1972. Seimatosporiopsis salvadorae ingår i släktet Seimatosporiopsis, divisionen sporsäcksvampar och riket svampar.   Inga underarter finns listade i Catalogue of Life.